# Szenner József
Dr. Szenner József (Nagyernye, 1881. július 7. – Budapest, 1948. szeptember 15.) jogász, politikus, országgyűlési képviselő.

## Életpályája
1881-ben született Nagyernyén, Szenner József és Bakó Ágnes gyermekeként. Jogot végzett, majd bírói és ügyvédi vizsgát tett. Felelős szerkesztője volt a Székelység c. napilapnak, majd a Maros-Torda c. hivatalos lapnak. Az első világháborúban behívták katonának. Leszerelése után, még a háború idején, Maros-Torda megye egyik járásában szolgabíró volt, majd 1918 végén Károlyi Mihály megyei főispánnak nevezte ki. Miután a román csapatok bevonultak Erdélybe Magyarországra települt át. Budapesten ügyvédként dolgozott. Itt is bekapcsolódott a politikai életbe; az Irredenta Szövetség főtitkára volt.
Igazi nagypolitikai szereplése 1945-ben kezdődött el, miután belépett a Független Kisgazdapártba, ahol a Budapest VIII. kerületi kisgazdák elnöke lett. A november 4. – én tartott választáskor nemzetgyűlési képviselővé választották a nagy-budapesti választókerületben. A párt polgári jobboldalához tartozott.
Valószínű a Magyar Kommunista Párt nyomására – amelyik fokozatosan darálta le a párt radikálisabb elemeit – 1947. május 29. – én „kilépett” a pártból, amit a Párt Politikai Bizottsága tudomásul vett. A Pfeiffer Zoltán vezette Magyar Függetlenségi Párthoz csatlakozott. Az 1947. augusztus 1-jén tartott választáson már ennek a pártnak a színeiben választották meg nagy-budapesti nemzetgyűlési képviselővé. Ekkor már a kommunista párt nagyon fontos pozíciókat foglalt el a kormányban és mindent megtett, hogy kiszorítsa a Magyar Függetlenségi Pártot a parlamentből és a politikai életből. Szenner József képviselő szeptember 25-én interpellációban tiltakozott volna az ellen, hogy a Rákosiék kezében lévő politikai rendőrség eljárást indított az MFP ajánlási íveit aláírók ellen. Ezt csak október nyolcadikán mondhatta el az országgyűlésben. A kommunista irányítás alá került Országos Nemzeti Bizottság november 20-án Szenner Józsefet törvénytelen módon – több képviselőtársával együtt – kizárta az országgyűlésből. 1948. szeptember 15-én halt meg.

## Művei
- Vadvirágok Marosvásárhely, 1902.
- Legújabb választási jogszabály, Budapest, 1922.